# Königinhofhandskriften

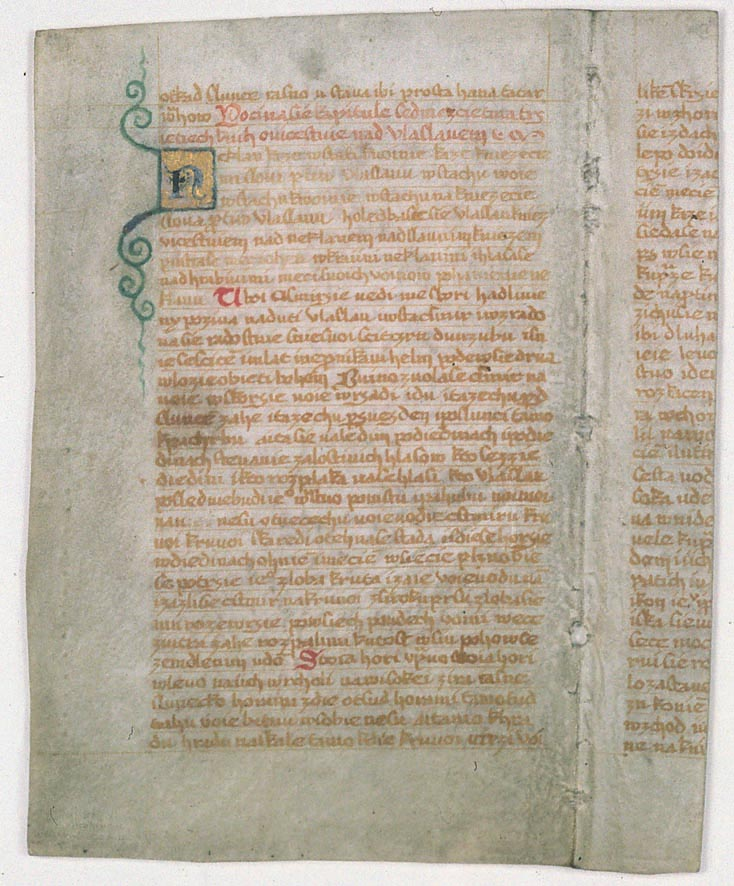
En sida ur Königinhofhandskriften

Königinhofhandskriften (tjeckiska: Královédvorský rukopis) är en förfalskad handskrift bestående av en samling forntjeckiska sånger, vilken den tjeckiske språkforskaren Václav Hanka 1817 påstod sig ha funnit i ett i kyrktorn i Königinhof i Böhmen. 
Manuskriptet, som nu förvaras i tjeckiska nationalmuseet, består av tolv pergamentblad och innehåller episk-lyriska dikter, däribland Oldřich (om polackernas förjagande från Prag under Bołeslav II), O pobiti sasikóv (om sachsarnas besegrande) och Záboj. Upptäckten väckte det största uppseende och togs på god tro av de flesta dåtida slavister, Josef Jungmann, Pavel Josef Šafařík och František Palacký ("Die ältesten Denkmäler der böhmischen Sprache", 1840) samt av Josef och Hermenegild Jireček och av Václav Flajšhans (1896). 
Emellertid började redan på 1850-talet tvivel uppstå om äktheten hos denna handskrift, likasom även hos den på samma mystiska sätt upptäckta Grünberghandskriften ("Libušas dom"). Julius Feifalik utgav 1859 "Handschriftliche Lügen und palaeographische Wahrheiten", Max Büdinger kritiserade texten skarpt i Heinrich von Sybels "Historische Zeitschrift" (samma år), och Alois Vojtěch Šembera beskyllde öppet Hanka för förfalskning (1880–82). Detta bekräftades även genom de grundliga filologiska undersökningarna av Jan Gebauer (i "Archiv für slavische Philologie", 1887–88), genom Tomáš Garrigue Masaryks skarpsinniga "Skizze einer sociologischen Analyse" (ibid. samma år) samt genom de kemiska undersökningarna av Vojtěch Šafařík och Antonín Bělohoubek, vilka bland annat upptäckte det först år 1704 uppfunna färgämnet berlinerblått i den till 1200-talet förlagda handskriften. 
Königinhofhandskriften trycktes första gången 1819, sedermera 1829, 1845 och 1887; en fotografisk reproduktion utkom 1862. Den har översatts till tyska, engelska och franska. Den i paleografiskt hänseende utomordentligt väl gjorda förfalskningen – sannolikt av Hanka själv – har varit av stor betydelse för den tjeckiska språk- och historieforskningen.